# Chatchai Paholpat
Chatchai Paholpat (thaï : ชัชชัย พหลแพทย์) (né le 30 novembre 1952 à Bangkok en Thaïlande) est un footballeur international thaïlandais, qui évoluait au poste de milieu de terrain, avant de devenir entraîneur.

## Biographie

### Carrière de joueur

#### Carrière en sélection
Avec l'équipe de Thaïlande, il joue entre 1966 et 1974. 
Il figure dans le groupe des sélectionnés lors des Jeux olympiques de 1968. Lors du tournoi olympique organisé au Mexique, il joue deux matchs : contre la Bulgarie et le Guatemala.
Il joue également quatre matchs comptant pour les tours préliminaires de la coupe du monde 1974.

## Palmarès
| Bangkok Bank - Championnat de Thaïlande (5) : - Champion : 1964, 1966, 1967, 1969 et 1970. - Coupe de la Reine (1) : - Vainqueur : 1970. |  | Osotsapa Saraburi - Championnat de Thaïlande : - Vice-champion : 2001-02 et 2006. - Coupe de Thaïlande : - Finaliste : 1999. - Coupe de la Reine (3) : - Vainqueur : 2002, 2003 et 2004. |